# Kanton Grenade
Der Kanton Grenade war bis 2015 ein französischer Wahlkreis im Arrondissement Toulouse, im Département Haute-Garonne und in der Region Midi-Pyrénées; sein Hauptort war Grenade. Seine Vertreterin im Generalrat des Départements für die Jahre 2008 bis 2015 war Véronique Volto (PS).

## Gemeinden
Der Kanton bestand aus 15 Gemeinden:
| Gemeinde            | Einwohner Jahr | Fläche km² | Bevölkerungsdichte | Postleitzahl | Code INSEE |
| ------------------- | -------------- | ---------- | ------------------ | ------------ | ---------- |
| Aussonne            | 6867 (2013)    | –          | – Einw./km²        | 31840        | 31032      |
| Bretx               | 603 (2013)     | –          | – Einw./km²        | 31530        | 31089      |
| Daux                | 2240 (2013)    | –          | – Einw./km²        | 31700        | 31160      |
| Grenade             | 8430 (2013)    | –          | – Einw./km²        | 31330        | 31232      |
| Larra               | 1638 (2013)    | –          | – Einw./km²        | 31330        | 31592      |
| Launac              | 1355 (2013)    | –          | – Einw./km²        | 31330        | 31281      |
| Le Burgaud          | 892 (2013)     | –          | – Einw./km²        | 31330        | 31093      |
| Menville            | 669 (2013)     | –          | – Einw./km²        | 31530        | 31338      |
| Merville            | 4979 (2013)    | –          | – Einw./km²        | 31330        | 31341      |
| Montaigut-sur-Save  | 1592 (2013)    | –          | – Einw./km²        | 31530        | 31356      |
| Ondes               | 697 (2013)     | –          | – Einw./km²        | 31330        | 31403      |
| Saint-Cézert        | 419 (2013)     | –          | – Einw./km²        | 31330        | 31473      |
| Saint-Paul-sur-Save | 1471 (2013)    | –          | – Einw./km²        | 31530        | 31507      |
| Seilh               | 3085 (2013)    | –          | – Einw./km²        | 31840        | 31541      |
| Thil                | 1165 (2013)    | –          | – Einw./km²        | 31530        | 31553      |

## Bevölkerungsentwicklung
| 1962 | 1968   | 1975   | 1982   | 1990   | 1999   | 2006   | 2011   |
| ---- | ------ | ------ | ------ | ------ | ------ | ------ | ------ |
| 9141 | 10.330 | 12.672 | 16.754 | 19.245 | 23.245 | 28.727 | 34.598 |